# Préfecture d'Ōita
Ōita (大分県, Ōita-ken) est une préfecture du Japon située à l'est sur l'île de Kyūshū.

## Géographie
La préfecture d'Ōita est entourée des préfectures de Miyazaki, Kumamoto et Fukuoka.

## Politique

### Membres du parlement
- Aki Shirasaka, membre de la Chambre des conseillers du Japon.

## Économie
La préfecture est connue pour être le lieu le plus important de production du kabosu, un agrume.

## Municipalités

### Villes
Liste des quatorze villes (市, shi) de la préfecture d'Ōita.
| - Beppu (別府市, Beppu-shi) - Bungo-ōno (豊後大野市, Bungoōno-shi) - Bungotakada (豊後高田市, Bungotakada-shi) - Hita (日田市, Hita-shi) - Kitsuki (杵築市, Kitsuki-shi) - Kunisaki (国東市, Kunisaki-shi) - Nakatsu (中津市, Nakatsu-shi) | - Ōita (大分市, Ōita-shi), capitale de la préfecture - Saiki (佐伯市, Saiki-shi) - Taketa (竹田市, Taketa-shi) - Tsukumi (津久見市, Tsukumi-shi) - Usa (宇佐市, Usa-shi) - Usuki (臼杵市, Usuki-shi) - Yufu (由布市, Yufu-shi) |

### Districts
Liste des trois districts (郡, gun) de la préfecture d'Ōita et de leurs trois bourgs (町, chō / machi) et unique village (en italique). La préfecture d'Ōita est la préfecture qui compte le moins de districts et de bourgs du Japon.
- District de Hayami
  - Hiji
- District de Higashikunisaki
  - Himeshima
- District de Kusu
  - Kokonoe
  - Kusu

## Tourisme
- Funiculaire de Beppu Rakutenchi